# Grönköpings Veckoblad
Die schwedische Satire- oder Humorzeitung Grönköpings Veckoblad („Grönköpings Wochenblatt“) wurde 1902 gegründet. Grönköping ist ein fiktiver Ort, der dort liegen soll, „wo Beschränktheit über gesunden Menschenverstand regiert“. Auf der schwedischen Humorlandkarte findet er sich zwischen den Kleinstädten Hjo und Skövde. Seine Einwohner, allen voran Emil Ruda, Ortspolizist Paulus Bergström und Postbote Pontus Brunander, kennt man in ganz Schweden, ebenso wie die ganz eigene Sprache Transpiranto, mit der „Grönköpings Veckoblad“ das Politiker- und Beamten-Schwedisch karikiert.